# Storia dei New York Giants

Il logo dei New York Giants

I New York Giants sono un club di football americano professionistico nato nel 1925 con base a New York. Questa voce approfondisce la storia della franchigia dalla fondazione ad oggi.

## 1925–32
Fondati da Tim Mara nel 1925, i Giants giocarono la prima gara della loro storia il 4 ottobre in trasferta a New Britain, Connecticut, contro gli All New Britain, vincendo 26–0 di fronte a 10.000 spettatori. I Giants ebbero successo nella loro prima stagione, terminando con un record di 8–4.
Nella terza stagione della sua storia, la squadra ottenne il miglior record della lega, 11–1–1, e fu premiata col titolo NFL. Dopo una deludente quarta stagione (1928) il proprietario Mara comprò l'intera squadra dei Detroit Wolverines, principalmente per avere in squadra la loro stella, il quarterback Benny Friedman, e fuse le due squadre sotto il nome di Giants.
Nel dicembre 1930, i Giants giocarono contro una selezione dei migliori giocatori di Notre Dame al Polo Grounds per racimolare soldi per i disoccupati di New York. A quei tempo c'erano ancora molti dubbi sulla qualità della lega professionistica e l'opinione comune era che i "dilettanti" del college giocavano con molta più intensità dei professionisti, e questa fu un'opportunità per stabilire le abilità e il prestigio del football professionistico. Knute Rockne, allenatore di Notre Dame, riassemblò i suoi Four Horsemen (quattro cavalieri) con le stelle del campionato 1924 e disse loro di segnare presto e poi difendere. Rockne, come la maggior parte del pubblico, sapeva poco del football professionistico e si aspettava una vittoria agevole. Dall'inizio però fu una partita a senso unico, con Friedman che corse due touchdown per i Giants e Hap Moran che ne fece un altro. Notre Dame non riuscì a segnare neanche un punto. Quando fu tutto finito, Coach Rockne disse alla squadra "Quella è la migliore macchina da football che io abbia mai visto. Sono felice che nessuno di voi si sia fatto male." La gara raccolse 100.000 dollari per i senzatetto ed è spesso accreditata come la legittimazione del football professionistico contro coloro che ne erano critici.

## 1933–46

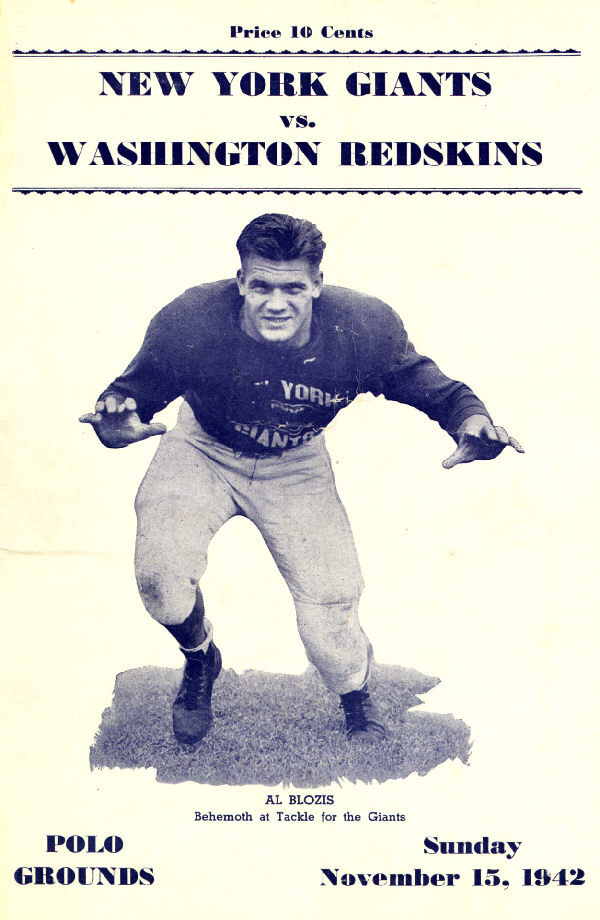
Al Blozis, tackle dei Giants, morì nella seconda guerra mondiale. Secondo Mel Hein "Se non fosse stato ucciso, avrebbe potuto diventare il più grande tackle che abbia mai giocato a football."

Nei 14 anni tra il 1933 e il 1946, i Giants si qualificarono per giocare la finale che assegnava il titolo NFL 8 volte, vincendolo 2. Durante questo periodo i Giants erano guidati dall'allenatore Hall of Famer Steve Owen e dai giocatori, anch'essi futuri Hall of Famer, Mel Hein, Red Badgro e Tuffy Leemans. Questo periodo incluse anche la celebre "Sneakers Game" (traduzione: "partita in scarpe da ginnastica"), dove sconfissero i Chicago Bears su un campo congelato nella finale del 1934, indossando scarpe da ginnastica per una migliore trazione. I Giants ebbero particolare successo dalla seconda metà degli anni '30, fino a quando gli Stati Uniti entrarono nella Seconda Guerra Mondiale. Essi raggiunsero il loro terzo titolo NFL nel 1938 con la vittoria 23–17 sui Green Bay Packers.

## 1947–63

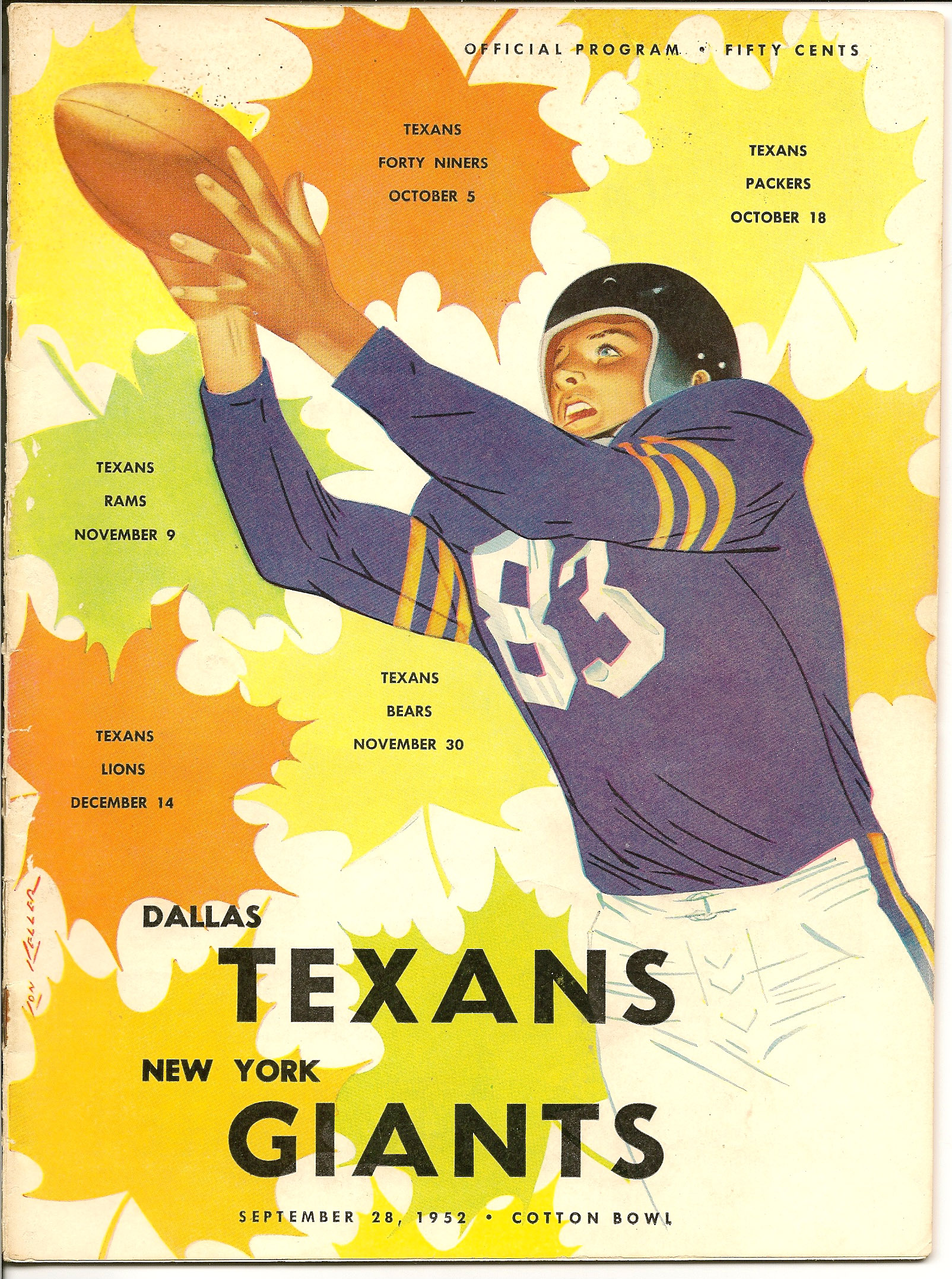
Il manifesto di una gara tra Giants e Dallas Texans del 1952

I Giants non vinsero titoli fino al 1956, quando trionfarono grazie a diversi giocatori in seguito indotti nella Pro Football Hall of Fame come il running back Frank Gifford, il linebacker Sam Huff e l'offensive tackle Roosevelt Brown oltre che il running back all-pro Alex Webster. Anche parte dello staff sarebbe stata inserita nella Hall of Fame: il capo-allenatore Jim Lee Howell aveva Vince Lombardi come allenatore dell'attacco e Tom Landry come allenatore della difesa. Dal 1958 al 1963, i Giants giocarono la finale del campionato cinque volte senza vincerne alcuna. L'evento più importante fu la finale del 1958 contro i Baltimore Colts, considerata un vero spartiacque nella storia della NFL. La gara, che i Giants persero ai supplementari 23–17, è spesso considerata come uno dei più importanti eventi per la crescita della popolarità della NFL. L'anno seguente, essi persero nuovamente la finale contro i Colts, sprecando un vantaggio di 16–9 nel quarto periodo e perdendo 31–16. Nel 1963, guidati dall'MVP della lega, il quarterback Y.A. Tittle che lanciò l'allora record NFL di 36 passaggi da touchdown, i Giants arrivarono nuovamente in finale dove persero coi Bears 14–10.

## 1964–78
Dal 1964 al 1978, i Giants registrarono solo due stagioni positive e nessuna apparizione ai playoff. Con giocatori come Tittle e Gifford vicini ai 35 anni, la squadra ebbe un rapido declino finendo 2–10–2 nel 1964. Dopo un record in pareggio di 7–7 nel 1965, i Giants fecero il record peggiore della lega, 1–12–1, nel 1966, concedendo più di 500 yard in difesa. Durante la pre-stagione 1969, i Giants persero anche il loro primo incontro contro i New York Jets, 37–14, davanti a 70.874 fan allo Yale Bowl a New Haven, Connecticut. Dopo l'incontro, Wellington Mara licenziò l'allenatore Allie Sherman, sostituendolo con l'ex fullback dei Giants Alex Webster.
Nel 1967 la squadra acquistò il quarterback Fran Tarkenton dai Minnesota Vikings. Malgrado avessero avuto diverse stagioni rispettabili con Tarkenton come quarterback, compreso un 7–7 nel 1967 e un 9–5 nel 1970, i Giants lo ricedettero ai Vikings dopo aver terminato 4–10 nel 1971. Tarkenton avrebbe guidato i Vikings a tre Super Bowl guadagnandosi un posto nella Hall of Fame mentre i Giants vissero uno dei peggiori periodi della loro storia, vincendo solo 23 partite nel periodo 1973–79. Prima della stagione 1976, i Giants provarono a ravvivare un attacco debole rimpiazzando il ritirato running back Ron Johnson con il fullback futuro hall famer Larry Csonka ma nei suoi tre anni di permanenza a New York Csonka fu spesso infortunato e improduttivo. Nella stagione 1977 tutti e 3 i quarterback nel roster erano dei rookie. Il punto più basso di questo periodo fu il cosiddetto Miracle at the Meadowlands nel 1978 (conosciuto anche come "The Fumble" dai tifosi di New York): i Giants gettarono alle ortiche una vittoria praticamente certa a causa di un fumble del loro quarterback Joe Pisarcik mentre erano in vantaggio a 20 secondi dal termine contro gli Eagles. Il pallone fu raccolto dal cornerback Herman Edwards che lo ritornò per 26 yard nel touchdown della vittoria.

## 1979–93

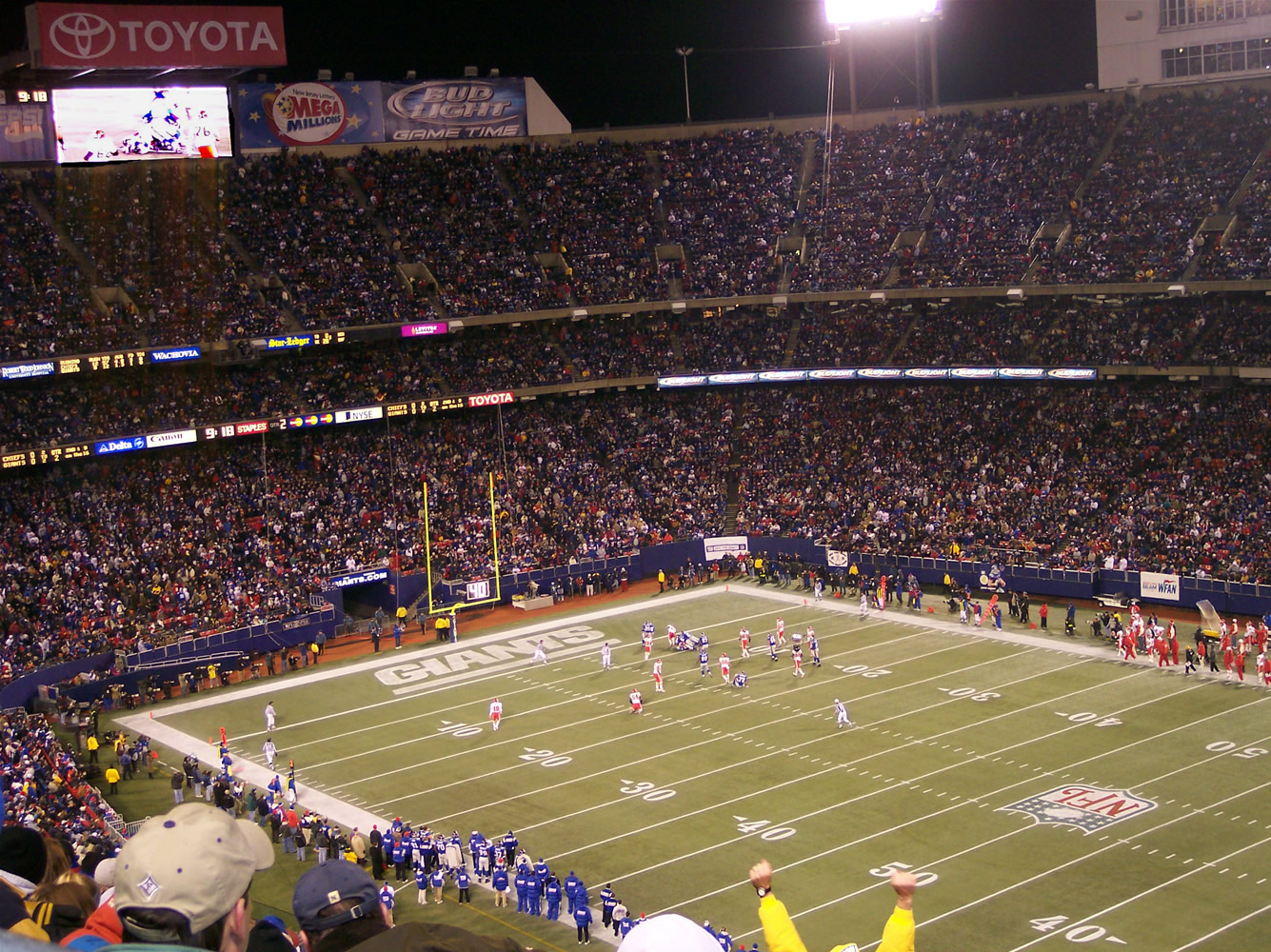
Il Giants Stadium fu la casa dei Giants dal 1976 al 2009.

Nel 1979 i Giants mossero i primi passi che li avrebbero riportati ai vertici della NFL. Tra questi ci furono le scelte nei draft del quarterback Phil Simms nel 1979 e del linebacker Lawrence Taylor nel 1981. Nel 1981 Taylor vinse il premio di rookie difensivo dell'anno e anche di miglior difensore assoluto, portando i Giants ai playoff per la prima volta dal 1963. Una della note positive di questo periodo fu l'eccellente linea di linebacker, conosciuti come "Crunch Bunch". Dopo la stagione accorciata dallo sciopero del 1982 in cui finirono 4–5, il capo-allenatore Ray Perkins si dimise per andare ad allenare la University of Alabama al posto dello scomparso Bear Bryant. In un cambio che si rivelò cruciale negli anni futuri, fu sostituito dal coordinatore difensivo, Bill Parcells.
I Giants faticarono nel primo anno di Parcells finendo con un record di 3–12–1. Dopo aver terminato 9–7 e 10–6 nel 1984 e nel 1985, i Giants arrivarono ad un record di 14–2 nel 1986 guidati dall'MVP e difensore dell'anno Lawrence Taylor e della difesa soprannominata Big Blue Wrecking Crew. I Giants batterono i 49ers 49–3 nel divisional round dei playoff e i Redskins 17–0 nella finale della NFC, giungendo al loro primo Super Bowl, il Super Bowl XXI, contro i Denver Broncos al Rose Bowl di Pasadena. Guidati dall'MVP dell'incontro, Simms, che completò 22 passaggi su 25 (record del Super Bowl dell'88% di completi), sconfissero i Broncos 39–20, vincendo il primo titolo dal 1956. Oltre a Simms e Taylor, il team era guidato dal capo-allenatore Bill Parcells, dal tight end Mark Bavaro, dal running back Joe Morris e dal futuro membro dell'Hall of Fame, il linebacker Harry Carson.
I Giants faticarono con un 6–9 di record nella stagione 1987, accorciata per lo sciopero, principalmente a causa del calo nel gioco sulle corse, con Morris che corse solo 658 yard, oltre a una linea offensiva perennemente infortunata. La parte iniziale della stagione 1988 fu segnata da uno scandalo che coinvolse Lawrence Taylor. Questi abusò di cocaina e venne sospeso per le prime quattro gare della stagione in conseguenza della sua seconda violazione delle regole della lega. Malgrado ciò, i Giants finirono 10–6 e Taylor registrò 15,5 sack dopo il suo ritorno della sospensione. I Giants salirono ad un record di 12–4 nel 1989, ma persero coi Los Angeles Rams nella loro prima gara di playoff quando Flipper Anderson ricevette un passaggio da touchdown da 47 yard dando ai Rams la vittoria 19–13 nei tempi supplementari. Nel 1990 i Giants andarono sul 13–3 e stabilirono il record NFL per il minor numero di palle perse nella stagione (14). Nei playoff sconfissero i San Francisco 49ers, alla ricerca della loro terza vittoria nel Super Bowl consecutiva, 15–13 a San Francisco e poi superarono i favoriti Buffalo Bills 20–19, trionfando nel Super Bowl XXV, dove fu eletto MVP dell'incontro il running back Ottis Anderson. I Bills sbagliarono nei secondi finali il field goal della possibile vittoria, in un'azione divenuta nota come Wide Right.
Dopo la stagione 1990, Parcells si dimise da capo allenatore e venne sostituito dal coordinatore offensivo, Ray Handley. Handley fu l'allenatore per due deludenti stagioni (1991–92), che videro i Giants passare da vincitori del Super Bowl a un record di 8–8 nel 1991 e 6-10 nel 1992. Dopo quella stagione fu licenziato e sostituito dall'ex allenatore dei Denver Broncos Dan Reeves. All'inizio degli anni 90, Simms e Taylor, due delle stelle del decennio precedente, giocarono le ultime stagioni della carriera con una produzione in rapido declino. I Giants ebbero una stagione in ripresa con Reeves nel 1993 e Simms e Taylor finirono le loro carriere come membri di una squadra da playoff.

## 1994–2003
I Giants inizialmente faticarono molto nell'era post Simms e Taylor. Dopo aver iniziato con un 3–7 nel 1994, i Giants finirono vincendo tutte le sei gare finali e terminando 9–7 mancando però i playoff. Il quarterback Dave Brown ricevette pesanti critiche nel corso della stagione. Brown giocò in modo insoddisfacente anche nelle due stagioni successive e i Giants finirono rispettivamente 5–11 e 6–10. Reeves fu licenziato dopo la stagione 1996 venendo sostituito da Jim Fassel, ex coordinatore offensivo degli Arizona Cardinals. Fassel nominò Danny Kanell quarterback titolare della squadra e la stagione terminò 10–5–1 raggiungendo i playoff nel 1997. Dopo aver perso al primo turno coi Vikings, i Giants terminarono 8–8 nel 1998. Una partita degna di nota della stagione fu la vittoria sui Denver Broncos nella settimana 15, infliggendo ai Broncos il loro primo KO dopo una partenza di 13–0.
Prima della stagione 1999 venne acquistato Kerry Collins per migliorare la squadra. Collins era stato la primissima scelta nel draft del team di espansione dei Carolina Panthers nel 1995 e guidò i Panthers alla finale della NFC nella sua seconda stagione. Problemi con l'alcool, conflitti coi suoi compagni di squadra e questioni sul suo carattere lo avevano fatto svincolare dai Panthers. I Giants finirono 7–9 nel 1999.

### Stagione 2000
La stagione 2000 era considerata quella da dentro o fuori per Fassel. L'opinione comune era che Fassel avesse bisogno di una stagione solida e che centrasse i playoff per salvare il suo lavoro. Dopo due sconfitte casalinghe consecutive contro St. Louis e Detroit, i Giants scesero a 7–4 e le loro possibilità di centrare i playoff iniziarono ad abbassarsi. Nella conferenza stampa in seguito alla sconfitta contro Detroit, Fassel garantì: "la squadra andrà ai playoffs". I Giants risposero vincendo il resto delle partite della stagione regolare finendo 12–4 guadagnandosi il primo posto nella NFC. Nei playoff i Giants superarono i Philadelphia Eagles, 20–10, e i Minnesota Vikings 41–0 nella finale della NFC. Essi arrivarono ad affrontare i Baltimore Ravens nel Super Bowl XXXV. Malgrado i Giants alla fine del primo tempo fossero sotto solo per 10–0, i Ravens dominarono il secondo tempo. La loro difesa mise in difficoltà Kerry Collins per tutto il tempo, facendogli completare solo 15 passaggi su 39 per 112 yard e 4 intercetti. I Ravens vinsero 34–7.

## 2004-2016: l'era di Tom Coughlin e Eli Manning

### Stagioni 2004-2006
Nel 2004, tre anni dopo l'ultima apparizione al Super Bowl, Fassel fu sostituito da Tom Coughlin. Malgrado Collins avesse avuto diverse buone stagioni come quarterback dei Giants, questi decisero di sostituirlo. Nel Draft NFL 2004 i San Diego Chargers avevano inizialmente i diritti della prima scelta assoluta, a causa del loro record di 4-12 nel 2003. Eli Manning era il giocatore più seguito del draft e appariva chiara l'intenzione dei Chargers di sceglierlo come primo assoluto. Manning però, (a cui fece eco il padre Archie) disse pubblicamente che si sarebbe rifiutato di giocare coi Chargers se l'avessero scelto. Fu così che i Chargers lo scelsero ugualmente con la prima scelta assoluta avendo già stretto un accordo coi Giants, i quali avrebbero scelto nel draft Philip Rivers, Shawne Merriman e Nate Kaeding da usare come contropartite da cedere ai Chargers in cambio di Manning. Questi divenne il quarterback titolare a metà della stagione 2004, prendendo il posto di Kurt Warner.
La prima parte dell'epoca di Coughlin produsse risultati insoddisfacenti (un record di 25–23 su due anni, con due apparizioni ai playoff, entrambe perdute, prima del 2007) suscitando le perplessità dei media. Durante questo periodo della loro storia, gradi giocatori che militarono nei Giants furono il defensive end Michael Strahan, che stabilì il record stagionale di sack della NFL nel 2001 e il running back Tiki Barber, che stabilì il record di franchigia per yard corse in una stagione nel 2005.

### Stagione 2007
Dopo metà stagione 2007 i Giants avevano un record di 6-2, includendo una partita, nella settimana 8, giocata in trasferta contro i Miami Dolphins il 28 ottobre 2007, allo stadio Wembley di Londra. Manning segnò su corsa il primo touchdown nella storia della NFL ad essere segnato fuori dal Nord America. I Giants batterono i Dolphins, 13–10. Dopo aver perso contro i rivali di division dei Dallas Cowboys nella settimana 9, il comproprietario dei New York Giants John Mara mise pubblicamente in dubbio l'abilità di Manning di guidare i New York Giants nel 2007 ma soprattutto nel futuro:
Dopo una settimana di critiche dai media di New York e dopo essere stato surclassato da Tony Romo, Manning si rifece battendo i diretti rivali di conference, i Detroit Lions. Manning lanciò 283 yard ed un touchdown ma soprattutto non subì nessun intercetto in una gara cruciale in trasferta. La settimana seguente, nella sconfitta 41-17 contro i Minnesota Vikings, Manning lanciò subì quattro intercetti e tre di essi vennero trasformati in touchdown. Il quarterback continuò a faticare fino all'ultima gara della stagione, contro i New England Patriots ancora imbattuti sul 15-0. Con un posto nei playoff assicurato, i Giants avrebbero potuto far riposare molti titolari, invece decisero di giocare con la formazione tipo per tentare di battere i Patriots e fermare la loro striscia da record. I Giants alla fine persero 38-35.

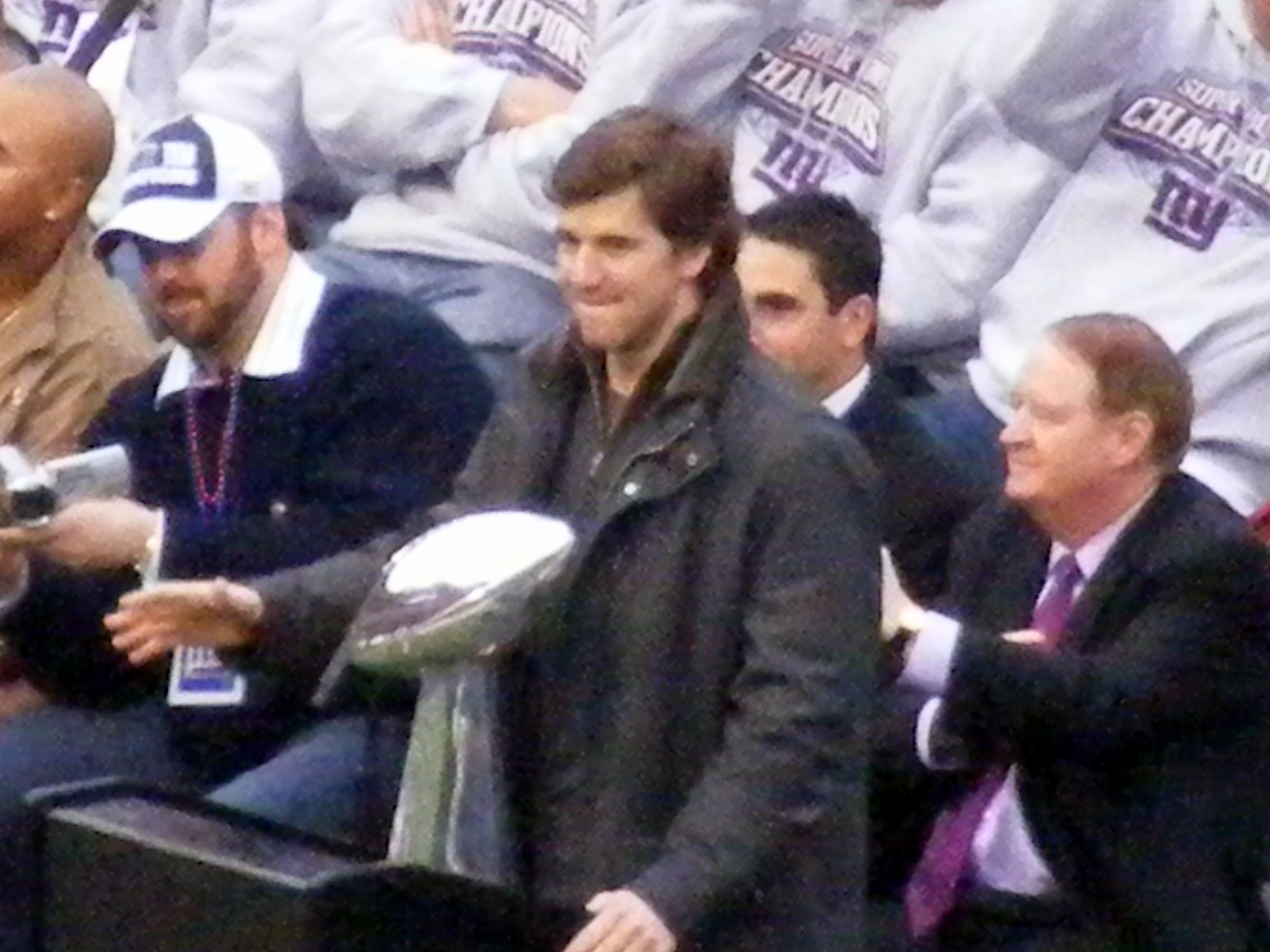
Eli Manning con il Trofeo Vince Lombardi durante la celebrazione della vittoria dei Giants nel Super Bowl al Giants Stadium.

Il 6 gennaio 2008 nella gara in trasferta contro i Tampa Bay Buccaneers, gli sfavoriti Giants vinsero 24-14. Il 13 gennaio 2008, Manning guidò i Giants ad una nuova sorprendente vittoria contro i favoriti Dallas Cowboys, la squadra con il miglior record della NFC. Per la terza partita consecutiva, Manning giocò bene, completando 12 passaggi su 18 per 163 yard e due touchdown senza intercetti. I Giants furono la prima squadra a battere la numero uno della NFC nel divisional round dall'inizio del formato a 12 squadre dal 1990. Questa vittoria permise loro di giocarsi la finale della NFC contro i Green Bay Packers domenica 20 gennaio 2008. Nella drammatica partita, i Giants batterono i Packers nei supplementari, con un punteggio di 23-20 assicurandosi il viaggio per il Super Bowl XLII. Essa fu la prima apparizione dei Giants al Super Bowl dal Super Bowl XXXV.

#### Super Bowl XLII
Di fronte ad una platea televisiva da record e grazie ad un drive nel finale del quarto periodo guidato da Manning, i Giants batterono i favoriti e ancora imbattuti New England Patriots per 17–14.
In svantaggio 14-10 con 2 minuti 42 secondi da giocare, Manning guidò i Giants con un drive da 83 yard concluso col touchdown della vittoria. Sulla propria linea delle 44 yard, Manning riuscì a completare un passaggio per David Tyree evitando diversi tentativi di sack. Tyree ricevette con successo il pallone sopra il suo casco. Quattro giocate dopo, Plaxico Burress ricevette un passaggio da touchdown di 13 yard con soli 35 secondi rimanenti. In seguito alla monumentale vittoria dei Giants, Eli Manning e lo staff degli allenatori parlarono brevemente col Presidente George W. Bush.

### Stagioni 2008-2010

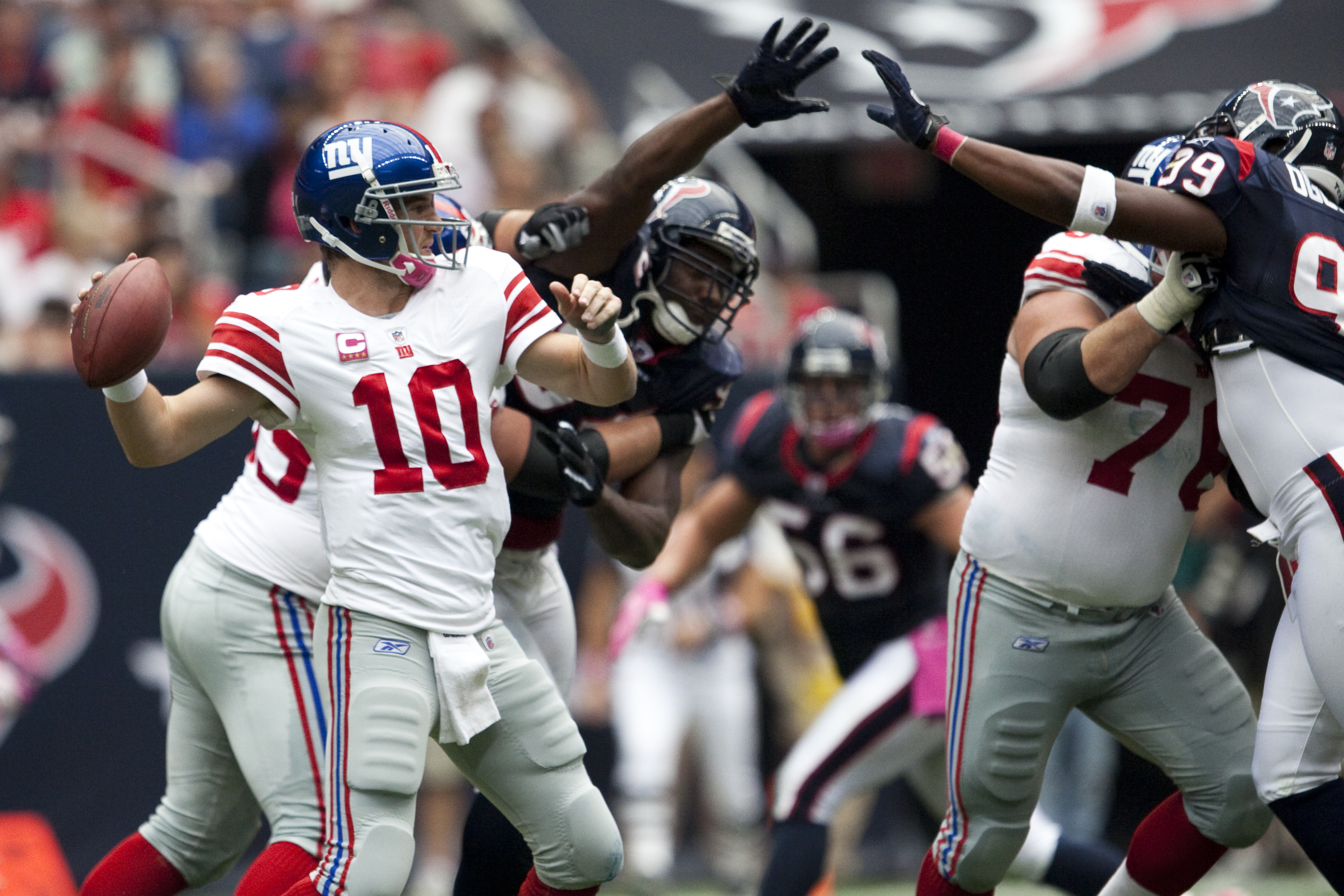
Una partita tra i Giants e gli Houston Texans nell'ottobre 2010

I Giants aprirono la stagione 2008 con una vittoria sui rivali di division, i Washington Redskins, 16–7. Nella seconda gara annuale dei Giants contro i St. Louis Rams, essi vinsero nuovamente, 41–13, grazie ad una stellare performance di Manning. Dopo undici partite i Giants si trovarono sul 10-1. Col miglior record della NFC, i Giants saltarono il primo turno dei playoff e si assicurarono il fattore campo in tutte le partite. Nel divisional round, essi affrontarono gli arci-rivali dei Philadelphia Eagles al Giants Stadium. Philadelphia vinse la gara 23–11.
La stagione 2009 iniziò con la vittoria delle prime cinque partite consecutive. Dopo quella striscia positiva ne seguì però una negativa di quattro sconfitte consecutive prima di battere gli Atlanta Falcons e tornare alla vittoria. A fine stagione, i Giants non si qualificarono per i playoff.
I Giants finirono la stagione 2010 con un record di 10-6 con le sconfitte subite contro Indianapolis Colts, Tennessee Titans, Dallas Cowboys, Philadelphia Eagles e Green Bay Packers. I Giants vinsero 17-14 nell'ultima gara stagionale contro Washington Redskins ma, a causa della vittoria dei Green Bay Packers 10-3 sui Chicago Bears, non si qualificarono per i playoff. I Packers alla fine vinsero il Super Bowl XLV.

### Stagione 2011
La prima metà della stagione 2011 si svolse in maniera molto positiva per i Giants, i quali si portarono su un record di 6-2 dopo otto partite. Le uniche due sconfitte coincisero col debutto stagionale coi Redskins e nella quarta settimana contro i Seahawks. Dalla nona partita in poi, i Giants subirono quattro sconfitte consecutive contro 49ers, Eagles, Saints e Packers. In quest'ultima partita però essi furono la squadra che mise più in difficoltà i campioni in carica ancora imbattuti, i quali riuscirono a vincere solo con un field goal negli ultimi secondi di gara. Con il posto nei playoff seriamente in pericolo, a quattro partite dalla fine i Giants ottennero un'importante vittoria in trasferta sui diretti rivali dei Cowboys prima di ottenere una nuova umiliante sconfitta in casa coi Redskins nella settimana 15. Con due partite alla fine della stagione regolare contro due avversarie dirette nella corsa per l'offseason, i Giants avrebbero dovuto vincerle entrambe per centrare un posto nel tabellone della NFC. Nella penultima partita essi vinsero contro i New York Jets. Nell'ultima gara della stagione, praticamente già un anticipo di playoff, il 1º gennaio 2012 i Giants batterono i Cowboys 31-14.
L'8 gennaio 2012, al MetLife Stadium, Manning e i Giants si sbarazzarono facilmente degli Atlanta Falcons vincendo per 24-2, con gli unici punti segnati dagli avversari a causa di una safety di Manning.
La settimana seguente, allo storico Lambeau Field, i Giants si trovarono ad affrontare la testa di serie numero 1, i favoritissimi Packers, reduci da ben 15 vittorie e una sola sconfitta in stagione. Durante la partita, grazie alla difesa dei Giants guidata da Jason Pierre-Paul, i Packers e il loro quarterback, l'MVP stagionale Aaron Rodgers, trovarono delle inusuali difficoltà offensive. Manning giocò una partita strepitosa lanciando per 330 yard e altri 3 touchdown (con un intercetto) compreso un fondamentale passaggio da oltre 40 yard per Hakeen Nicks allo scadere del primo tempo che venne tramutato in un touchdown e che permise di spostare l'inerzia della partita verso i Giants. Alla fine, New York vinse nettamente per 37-20 guadagnandosi l'accesso al turno successivo.
Il 22 gennaio, nella finale della NFC, i Giants si trovarono di fronte ai San Francisco 49ers a Candlestick Park. La partita si dimostrò equilibrata per tutto il tempo tanto che occorsero i supplementari per decretare la vincente della sfida. Nell'overtime i Giants vinsero 20-17 col field goal vincente di Lawrence Tynes, guadagnandosi l'accesso al Super Bowl XLVI.

#### Super Bowl XLVI
Il 5 febbraio 2012, i Giants si trovarono nuovamente ad affrontare al Super Bowl Tom Brady e i New England Patriots i quali, come quattro anni prima, erano dati per favoriti. Come nell'occasione precedente però, Manning e i Giants riuscirono a sovvertire i pronostici. La partita iniziò bene con i Giants che conquistarono subito due punti grazie ad una safety di Tom Brady. Alla fine del primo tempo però, i Giants si trovarono in svantaggio per 10-9. I punti di New York giunsero, oltre alla safety di Brady, dal passaggio da touchdown di Eli in favore di Victor Cruz. Dopo due field goal segnati nel terzo periodo, i Giants si trovarono ancora sotto 17-15 alla fine dello stesso. Nei minuti finali dell'ultimo quarto, Manning tirò fuori l'ennesima magia con un drive che ricordò quello di quattro anni prima e che si concluse col touchdown su corsa di Ahmad Bradshaw. Il disperato tentativo di rimonta dei Patriots nel minuto finale non andò a buon fine e i Giants vinsero il quarto Super Bowl della loro storia. Manning terminò la gara con 30 passaggi riusciti su 40 per 296 yard e un touchdown (con 1 solo intercetto) venendo nuovamente nominato MVP dell'incontro

### Stagioni 2012-2015: difficoltà post-Super Bowl
I Giants iniziarono la stagione 2012 con una sconfitta contro i Cowboys ma si ripresero trovandosi alla fine di ottobre con un record di 6–2 e una striscia vincente di quattro partite, incluso un 26–3 esterno contro i San Francisco 49ers futuri vincitori della NFC. Dopo l'arrivo dell'Uragano Sandy nel nord-est degli Stati Uniti, i Giants persero due gare consecutive contro Steelers e Bengals scendendo a 6–4. Malgrado vittorie nette contro Packers, Saints ed Eagles, i Giants conclusero con un record di 9–7 fuori dai playoff. Il QB Eli Manning, il DE Jason Pierre-Paul, il WR Victor Cruz e la G Chris Snee furono convocati per il Pro Bowl.
La stagione 2013 iniziò con la speranza di diventare la prima squadra a disputare il Super Bowl nello stadio casalingo, con il MetLife Stadium scelto per ospitare il Super Bowl XLVIII quel febbraio. La squadra tuttavia perse tutte le prime sei partite. Seguì una striscia di quattro vittorie consecutive fino alla sconfitta in una gara casalinga cruciale contro i Cowboys all'ultimo minuto. L'annata si concluse sul 7–9, il primo record negativo dal 2004.

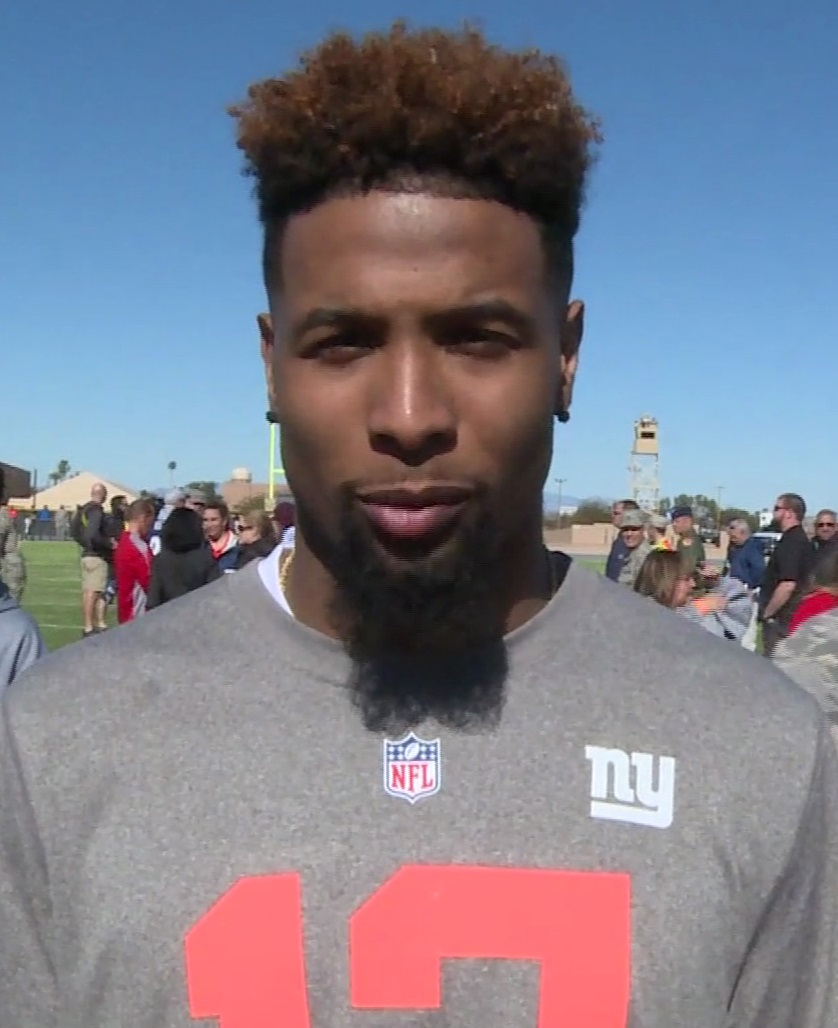
Il ricevitore Odell Beckham Jr.

I Giants scelsero il wide receiver Odell Beckham nel primo giro del Draft NFL 2014, che sarebbe stato premiato come rookie offensivo dell'anno. La squadra mancò però i playoff per il terzo anno consecutivo con un bilancio di 6–10. Anche la stagione 2015 si chiuse in maniera deludente, complice una difesa non all'altezza e partite perse negli ultimi minuti. Il record finale fu ancora di 6-10.

### Stagione 2016: ritorno ai playoff
Il 14 gennaio 2016 i Giants annunciarono che Ben McAdoo sarebbe diventato il nuovo capo-allenatore della squadra, andando a sostituire Tom Coughlin, che si era dimesso la settimana precedente. In quella stagione la squadra interruppe un digiuno di cinque stagioni facendo ritorno ai playoff, venendo però subito eliminati per mano dei Green Bay Packers 38–13 nel Wild Card round.

## 2017–presente: difficoltà

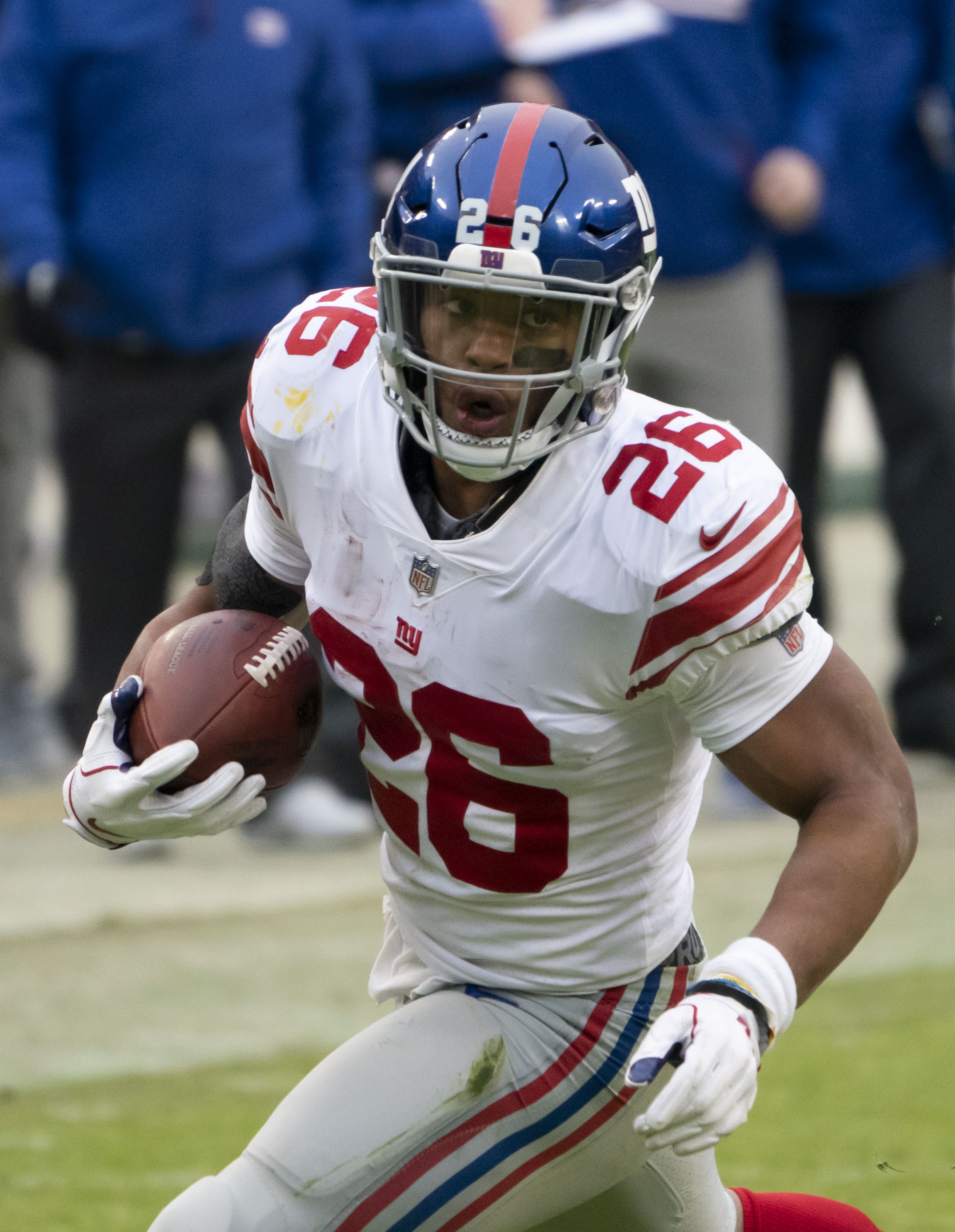
Il running back Saquon Barkley

Dopo avere superato le aspettative con un record di 11–5 nel 2016, i Giants ebbero un'inattesa partenza con un record di 0–5, prima di battere a sorpresa i Broncos allo Sports Authority Field at Mile High. Tuttavia, durante la gara della settimana 5 contro i Los Angeles Chargers, Odell Beckham Jr. si fratturò un perone, ponendo fine alla sua stagione. Nella stessa gara anche gli altri ricevitori Brandon Marshall e Dwayne Harris subirono infortuni che chiusero le rispettive annate. La stagione vide anche le sospensioni di Dominique Rodgers-Cromartie e Janoris Jenkins. La stagione finì con un record di 3-13, il secondo peggiore della lega e il peggiore della storia della franchigia dall'adozione del calendario a 16 gare del 1978.
La stagione fu caratterizzata anche dal controverso spostamento in panchina dello storico Eli Manning nella settimana 13 e dei licenziamenti di Ben McAdoo e del general manager Jerry Reese. Manning tornò stabilmente titolare a partire dalla settimana 14. La disastrosa stagione portò in dote alla squadra la seconda scelta assoluta nel Draft NFL 2018 che fu utilizzata per scegliere il running back Saquon Barkley da Penn State. Malgrado ciò, la squadra iniziò la stagione circondata da dubbi sulla qualità della propria linea offensiva e senza una soluzione a lungo termine per il ruolo di quarterback.
Pat Shurmur fu assunto come nuovo capo-allenatore ma nella prima metà della stagione il club ebbe un record di 1-7. Vi fu un leggero miglioramento nella seconda parte, chiudendo con un record di 5-11 ancora all'ultimo posto della division. Nella stagione negativa tuttavia Barkley impressionò gli osservatori stabilendo diversi record di squadra per un rookie inclusi maggior numero di ricezioni per un running back (91), maggior numero di touchdown su corsa (11), maggior numero di yard corse (1.307) e maggior numero di TD totali. Per queste prestazioni fu premiato come rookie offensivo dell'anno e fu convocato per il Pro Bowl, assieme ai compagni Olivier Vernon, Landon Collins, e Aldrick Rosas.